# 김희수 (1955년)
김희수(金希洙, 1955년 11월 30일~)는 대한민국의 정치인이다. 제49대 전라남도 진도군수(2022. 7.~)이다.

## 학력
- 석교국민학교(졸업)
- 석교중학교(졸업)
- 전도실업고등학교(졸업)
- 성화대학(건축학 전문학사)

## 경력
- 전라남도 진도군청 지방공무원(기술직 공무원)
- 전라남도 진도군 군내면장
- 전라남도 진도군 지산면장
- 전라남도 진도군 조도면장
- 전라남도 진도군 진도읍장
- 전라남도 진도군청 농산유통과장
- 전라남도 진도군청 환경녹지과장
- 지방기술서기관
- 2022. 7.~ 제49대 전라남도 진도군수

## 역대 선거 결과
|  | 34.28% |

|  | 0% |

|  | 30.45% |

|  | 58.17% |

| 전임 이동진 | 제49대 전라남도 진도군수 2022년 7월 1일~ |  |